# Grup Taüll
El Grup Taüll fou un grup efímer d'artistes que es va crear a Barcelona el 1954. Els seus integrants foren Modest Cuixart, Marc Aleu, Josep Guinovart, Antoni Tàpies, Joan Josep Tharrats, Jordi Mercadé i Jaume Muxart.